# Амбрози, Джампаоло
Джампа́оло Амбро́зи (итал. Giampaolo Ambrosi; 28 июля 1940, Перджине-Вальсугана) — итальянский саночник, выступал за сборную Италии в первой половине 1960-х годов. Участник зимних Олимпийских игр в Инсбруке, чемпион мира в зачёте двухместных саней, призёр многих международных турниров и национальных первенств.

## Биография
Джампаоло Амбрози родился 28 июля 1940 года в коммуне Перджине-Вальсугана, регион Трентино — Альто-Адидже. Ещё в детстве увлёкся санным спортом, со временем стал показывать неплохие результаты, прошёл отбор в национальную сборную. Первого серьёзного успеха на международном уровне добился в 1962 году, когда вместе со своим партнёром по двухместным саням Джованни Грабером выиграл золотую медаль на чемпионате мира в польской Крынице.
В 1964 году благодаря череде удачных выступлений удостоился права защищать честь страны на зимних Олимпийских играх в Инсбруке, на первых в истории олимпийских соревнованиях по санному спорту. В мужском одиночном разряде проехал неудачно, занял лишь пятнадцатое место, тогда как в двойках с Грабером разделил пятую позицию с атлетами из Польши. Вскоре после этих соревнований принял решение завершить карьеру профессионального спортсмена, уступив место в сборной молодым итальянским саночникам, таким как Карл Бруннер и Пауль Хильдгартнер.